# Conférence des avocats du barreau de Paris
La conférence des avocats du barreau de Paris est un concours d'avocats fondé en 1818 sous l'égide du barreau de Paris et représentée par l'association amicale des secrétaires et des anciens secrétaires de la Conférence, qui rassemble chaque année douze jeunes avocats élus par leurs pairs à l'issue d'un concours d'éloquence pour assurer la défense pénale d’urgence dans certaines affaires.
Anciennement appelée « conférence du stage », elle est devenue conférence des avocats du barreau de Paris avec la disparition du stage obligatoire pour l'accès à la profession d'avocat. Les douze membres qui la composent sont appelés « secrétaires de la conférence ».
Le décret n°91-1197 du 27 novembre 1991 organisant la profession d'avocat a rendu obligatoire l'existence d'une conférence du stage dans tous les barreaux de France. Le stage ayant disparu avec la création du certificat d'aptitude à la profession d'avocat (CAPA), la conférence reste sous la dénomination « conférence des avocats du barreau de… », en fonction du barreau concerné.
La conférence des avocats du barreau de Paris ne doit pas être confondue non plus avec la Conférence du stage des avocats au Conseil d'État et à la Cour de cassation, organisée quant à elle depuis 1858 sous l'égide de l'ordre des avocats au Conseil d'État et à la Cour de cassation.

## Rôles

### Défense pénale d'urgence
Dès leur élection, les secrétaires de la conférence reçoivent une formation théorique et pratique relative à la procédure pénale. Il s'entraident et bénéficient du soutien des anciens secrétaires.
Durant un an, la conférence est chargée par le Bâtonnier du barreau de Paris de la défense des plus démunis en matière criminelle, au stade de la garde à vue, de l’instruction puis du procès devant la cour d’assises ; en matière correctionnelle, au pôle financier et devant la chambre des comparutions immédiates.
Tous les jours de l’année, les secrétaires de la conférence sont donc présents aux côtés des personnes mises en cause, dans les commissariats, dans les cabinets d’instruction du Tribunal judiciaire de Paris et du pôle financier et devant les cours et tribunaux. Ce sont ainsi plus de 1000 dossiers criminels et correctionnels, dont la défense est assurée, tous les ans, par les secrétaires de la conférence.
Sa pratique quotidienne et intime de la justice pénale a fait de la conférence un observateur privilégié du système judiciaire français, qu’elle s’attache à faire évoluer dans un sens toujours plus respectueux des droits de la défense et des libertés fondamentales. Ainsi la conférence a-t-elle, grâce à une question prioritaire de constitutionnalité, contribué à l’adoption de la loi du 14 avril 2011 autorisant la présence de l’avocat en garde à vue.
Soucieuse de rendre ce droit effectif, la conférence a fait appel aux anciens secrétaires pour former, avec eux, la conférence de renfort, qui réunit des avocats disponibles à tout moment pour défendre les personnes gardées à vue. Dans son engagement pour l’amélioration des conditions de détention, la conférence a également obtenu la réfection partielle du dépôt du Palais de Justice de Paris.

### Représentation du jeune barreau parisien
Aux côtés du bâtonnier, la conférence représente le jeune barreau en France et à l’étranger, notamment auprès des barreaux francophones, avec lesquels elle entretient des liens durables et privilégiés.
La conférence est aussi présente lors de procès sensibles à l’étranger pour rendre compte de leur déroulement et alerter lorsque les droits de l’homme sont menacés.

### Concours de la conférence
Les douze secrétaires en fonction désignent leurs successeurs au terme d’un concours d’éloquence au cours duquel les candidats sont amenés à répondre, par un discours d'une dizaine de minutes, à des sujets non juridiques et parfois déroutants. Les candidats doivent démontrer, par leurs qualités de conviction et d’adaptation, qu’ils seront à même de préparer, dans l’urgence, la défense de clients dans des dossiers criminels complexes.
Le premier tour est ouvert à tous les jeunes avocats du barreau de Paris (de moins de cinq ans d'ancienneté et de moins de trente-cinq ans). En 2021, 230 candidats se sont inscrits au premier tour, en 2024, 250 candidats y ont participé. Chaque semaine, de janvier à juillet, deux sujets sont proposés aux candidats, qui choisissent d’y répondre par l’affirmative ou la négative. Un invité prestigieux, souvent issu des milieux juridique, politique ou artistique, est convié à siéger à la table du jury aux côtés des secrétaires et du Bâtonnier.
Les candidats sont reçus par le Bâtonnier et l'invité pour discuter de leur prestation. L'invité dîne ensuite avec les secrétaires, ce qui contribue à enrichir leur réflexion sur les questions de justice.
À l’issue du premier tour, trente-six candidats sont admis au deuxième tour, qui est le tour « d’improvisation » dans la mesure où les candidats ne connaissent leur sujet que cinq heures à l’avance et qu'ils préparent leur discours sans aucune aide extérieure.
Vient enfin le troisième tour, qui permet de sélectionner, parmi les vingt-quatre candidats finalistes, les douze secrétaires de la promotion suivante. Le sujet est là encore imposé, mais les candidats bénéficient de cinq jours de préparation.
Pendant l'année, les douze orateurs bénéficient de monopoles en cas d’instruction criminelle à Paris. Selon Chloé Redon, « S’il y a un meurtre, un assassinat ou une infraction en bande organisée à Paris, par exemple. On sera présent lors de la mise en examen ». Ils bénéficient également de prérogatives en ce qui concerne l’instruction des affaires financières, les comparutions immédiates de renvoi et les gardes à vue en matière criminelle.

### Conférence Berryer et la petite conférence
Les secrétaires organisent également deux autres conférences :
- la conférence Berryer, parodie du concours de la conférence dont les candidats ne sont pas nécessairement avocats et qui, chaque mois, réunit un public important à l’occasion d’une joute oratoire humoristique en présence d’une personnalité[8]. Depuis quelques décennies, avec l'émergence des réseaux sociaux notamment, la conférence Berryer a dépassé en popularité le concours qu'elle est censée parodier, ce qui peut entraîner une confusion[11].
- la petite conférence, concours d’éloquence destiné aux élèves de l'École de formation du barreau.

### Rôles des douze secrétaires
Les douze secrétaires de la conférence sont désignés par un numéro de 1 à 12. Celui-ci ne correspond pas à un classement mais à une fonction :
1. Le premier secrétaire représente la conférence des avocats du barreau de Paris ; il prononce l'éloge d'un juriste lors de la rentrée solennelle du Barreau de Paris ;
2. Le deuxième secrétaire prononce un discours en forme de procès d'une personne ou d'un évènement lors de la rentrée solennelle du Barreau de Paris ; il est surnommé "le fou du roi" ;
3. Le troisième secrétaire est responsable des relations avec la presse et les magistrats ;
4. Le quatrième secrétaire organise les conférences Berryer ;
5. Le cinquième secrétaire est responsable de la défense des mineurs et du contrôle des lieux de privation de liberté ;
6. Le sixième secrétaire est responsable des relations internationales ;
7. Le septième secrétaire est responsable des relations avec les barreaux francophones ;
8. Le huitième secrétaire est responsable du savoir-faire interne et de la communication électronique de la conférence ;
9. Le neuvième secrétaire organise le concours de la petite conférence (entraînement des élèves-avocats à l'exercice de la conférence et plus largement de la plaidoirie) ainsi que la joute des conférences et le concours Taittinger (joute oratoire entre avocats et magistrats baptisé ainsi en hommage à Pierre-Christian Taittinger) ;
10. Le dixième secrétaire est responsable de la défense pénale et coordonne et distribue les commissions d'office entre les secrétaires ;
11. Le onzième secrétaire est chargé de l'organisation du Concours de la conférence, à l'issue duquel la promotion suivante est élue. Il est également le gardien des traditions de la conférence ;
12. Le douzième secrétaire est le secrétaire général de la conférence chargé de son bon fonctionnement et de ses finances.

## Secrétaires
Parmi les anciens secrétaires de la Conférence figurent trois présidents de la République (Jules Grévy, Raymond Poincaré, Alexandre Millerand), plusieurs dizaines de ministres (Arnaud Montebourg, Michel Vauzelle, Léon Bérard), de parlementaires (Louis Barthou, Raphaël Gauvain, Jean-Louis Tixier-Vignancour, Jules Ferry), des pénalistes de renom, des conseillers d'État, des magistrats, mais aussi des membres de l'Académie française – notamment Jean-Denis Bredin – et de l'Institut de France. Autrefois, la Conférence était considérée comme un vivier à politiciens.
Si la Conférence constitue « avant tout », selon Le Monde, un « club d’élite pour jeunes pénalistes » et un accélérateur de carrière, la défense pénale d’urgence demeure sa principale mission et la justification de son existence,.